# Potężne Kaczory 3
Potężne Kaczory 3 (org. D3: The Mighty Ducks) – amerykański film familijny z 1996 roku. Kontynuacja filmu Potężne Kaczory 2 z 1994 roku.

## Treść
Zawodnicy hokejowej drużyny „Potężne Kaczory”, są już znanymi i cenionymi sportowcami. Po licznych sukcesach otrzymują sportowe stypendium w prestiżowym college’u Eden Hall. Muszą się  zmierzyć się z graczami oficjalnej reprezentacji tej szkoły. Trener Gordon Bombay, któremu zawdzięczali swoje dotychczasowe sukcesy, nie może im towarzyszyć tym razem. 

## Główne role
- Emilio Estevez - Gordon Bombay
- Joshua Jackson - Charlie Conway
- Jeffrey Nordling - Ted Orion
- David Selby - Dean Buckley
- Heidi Kling - Casey Conway
- Joss Ackland - Hans
- Elden Henson - Fulton Reed
- Shaun Weiss - Greg „Goldie” Goldberg
- Vincent Larusso - Adam Banks
- Matt Doherty - Lester Averman
- Garette Ratliff Henson - Guy Germaine
- Marguerite Moreau - Connie Moreau
- Michael Cudlitz - Cole
- Christopher Orr - Rick Riley
- Aaron Lohr - Dean Portman
- Colombe Jacobsen - Julie Gaffney
- Kenan Thompson - Russ Tyler
- Mike Vitar - Luis Mendoza
- Ty O’Neal - Dwayne Robertson